# فایو-او (بهتره با سال تماس بگیری)
فایو-او (به انگلیسی: Five-O) ششمین قسمت از فصل اول مجموعه بهتره با سال تماس بگیری، محصول شبکه ای‌ام‌سی آمریکا است که در ۹ مارس ۲۰۱۵ از همین شبکه پخش شد.

## داستان
فایو-او با فلش‌بکی به گذشته و با نمایش ورود مایک ارمانتراوت به یک ایستگاه راه‌آهن در البوکرکی شروع می‌شود. بعد از اینکه در دستشویی، زخمی که به علت برخورد با گلوله روی شانه‌اش را پانسمان می‌کند، به دیدار عروس و نوه‌اش می‌رود و در کمی با هم در خصوص مرگ متی - پسر مایک - با یکدیگر صحبت می‌کنند. استیسی، عروس مایک، نگران این موضوع است که شاید شوهرش مشغول کار غیرقانونی بوده و این را از حرکات غیرمعمول او در روزهای پیش از مرگش حدس می‌زند، اما مایک اعتقادی به این فرضیه ندارد. بعد از این دیدار، مایک نزد یک دامپزشک می‌رود تا زخم شانه‌اش را درمان کند.
داستان به زمان حال برمی‌گردد. در زمان حال، کاراگاهان پلیس فیلادلفیا، «سندرز» و «عباسی»، در حال پرسیدن سوالاتی از مایک هستند ولی وی به جای پاسخ‌گویی، کارت جیمز مک‌گیل را به عنوان وکیلش به آن‌ها می‌دهد. مایک از جیمی می‌خواهد که به شکل اتفاقی، قهوه‌اش را روی پیراهن کاراگاه بریزد، تا وی بتواند دفترچه یادداشت او را بدزدد که جیمی با این کار مخالفت می‌کند. کاراگاهان توضیح می‌دهند که پسر مایک یک پلیس تازه‌کار بود که کشته شده‌است. آن‌ها به مایک به دلیل کشته شدن دو افسر پلیس دیگر به نام‌های «هافمن» و «فنسکی» مظنون هستند. در نهایت نیز جیمی بازجویی را تمام می‌کند و قهوه را روی لباس کاراگاه ریخته و فرصت دزدی را به مایک می‌دهد.
در خانه مایک با خواندن دفترچه متوجه می‌شود که عروسش، استیسی بود که کاراگاهان را به البوکرکی دعوت کرد تا روی ماجرا تحقیق کنند. کیسی به مایک می‌گوید که او چندین هزار دلار پول مخفی شده را پیدا کرده و به امید اینکه شاید این پول‌ها سرنخی برای دستگیری قاتل شوهرش، متی، باشند، پلیس‌ها را فراخوانده. استیسی بر این باور است که شاید شوهرش یک خلافکار بوده که مایک عصبانی شده و به شدت با او مخالفت می‌کند.
با فلش‌بکی مجدد به گذشته، داستان به زمانی برمی‌گردد که مایک در یک کافه به حالت مست است و با دیدن «هافمن» و «فنسکی» به آن‌ها اتهام کشتن متی - پسرش = را می‌زند. در حالی که مایک در حال قدم زدن به سمت خانه بود، هافمن و فنسکی وی را به‌زور سوار اتومبیل خود کرده و به خارج شهر جهت کشتنش می‌برند؛ که در نهایت مشخص می‌شود حالت مست بودن مایک دروغین بوده و او با اسلحه‌ای که پنهان کرده بود، هر دوی آن‌ها را به قتل می‌رساند. در این حین، وی یک تیر نیز از جانب یکی از پلیس‌ها دریافت می‌کند.
مایک به منزل عروسش استیسی می‌رود و اعتراف می‌کند که همه افرادی که در حوزه متی حضور داشند، فاسد بودند - حتی خود مایک. زمانی که هافمن به عنوان پلیس از یک باند تبه‌کار رشوه دریافت کرد، قول می‌دهد تا متی را نیز وارد کند. متی نیز برای مشورت پیش مایک می‌آید و مایک به او هشدار می‌دهد که با لو دادن این ماجرا ممکن از جان همسر و فرزندش را به خطر بیندازد و بهتر است که پول را قبول کند. متی پول را می‌گیرد، ولی هافمن و فنسکی از ترس اینکه شاید متی آن‌ها را دور بزند، او را می‌کشند. مایک از این موضوع ناراحت است که او باعث آلوده شدن متی بخاطر هیچ چیزی شده‌است. استیسی از مایک در مورد اینکه چه کسی هافمن و فنسکی را کشت سؤال می‌پرسد و مایک جواب می‌دهد که تا الان دیگر باید خودت بدانی.

## تهیه
نمایشنامه این قسمت در ابتدا توسط گوردون اسمیت نوشته شد. وی پیش‌تر به عنوان دستیار نویسنده در برکینگ بد نیز همکاری داشته‌است. آدام برنشتاین که سابقه همکاری در برکینگ بد را دارد نیز کارگردان این قسمت است.

## بازخوردها
این قسمت از مجوعه بهتره با سول تماس بگیری حدود ۲٫۵۷ میلیون بیننده در آمریکا داشت.
فایو-او موفق شد تحسین منتقدین را برانگیزد. بازی جاناتان بانکز در نقش مایک نیز بسیار مورد توجه منتقدین قرار گرفته و وی را مستحق دریافت جایزه دانستند. وب‌سایت راتن تومیتوز بر اساس ۱۰۰ نقد امتیاز ۸٫۸ از ۱۰ را به این قسمت داد. آی‌جی‌ان نیز با تحصین بازی زیبای جاناتان بانکز، امتیاز ۹٫۷ از ۱۰ را برای این قسمت در نظر گرفت.